# Mark O'Sullivan
Mark O'Sullivan (Galway, 25 april 1981) is een golfprofessional uit Ierland.

## Amateur
Als jonge amateur won Mark O'Sullivan al het Leinster Boys en het Ulster Youth Championship. Na zijn studie in de Verenigde Staten behaalde hij zijn eerste volwassen zege door in 2003 het Nationaal Kampioenschap Matchplay te winnen. Hij versloeg David Carroll in de finale met 1up. 
- 2003: NK Matchplay

## Professional
O'Sullivan werd in 2009 professional. In zijn eerste seizoen won hij het PGA kampioenschap voor assistent pro's.
Sinds  2010 is hij clubprofessional op de Ashbourne Golf Club en woont hij aan de oostkust van Ierland. Hij won de Connemara Irish PGA Pro-Am met een score van 73-70 en was de enige speler die onder par was geëindigd.
In 2012 speelde hij vier rondes van het Iers Open van de Europese Tour op de Royal Portrush Golf Club.

### Gewonnen
- 2009: Assistents Pro Championship
- 2010: Connemara Irish PGA Pro-Am